# Scaniornis
Scaniornis je prapovijesni rod ptica. Monotipičan je, ima samo jednu vrstu Scaniornis lundgreni, koja je živjela prije oko 65-69 milijuna godina (rani danij, možda srednji selandij). 
Poznata je iz djelomičnog fosilnog kostura desnog krila, točnije korakoidna kost, lopatica i ramena kost nađeni u Limhamnu (Švedska) i druge kosti nađene u Selku (Njemačka). 
Čini se da je jako slična današnjim plamencima i dugo je bila smještena s njima, te predlagano je da su plamenci evoluirali odmah poslije toga. Ponekad je bila ujedinjena s prapovijesnim rodom Gallornis u porodicu Scaniornithidae. Jođ su nerazjašnjene njihove veze.